# Aganippe cupulifex
Aganippe cupulifex là một loài nhện trong họ Idiopidae.
Loài này thuộc chi Aganippe. Aganippe cupulifex được Barbara York Main miêu tả năm 1957.